# Masakra nad Bear River

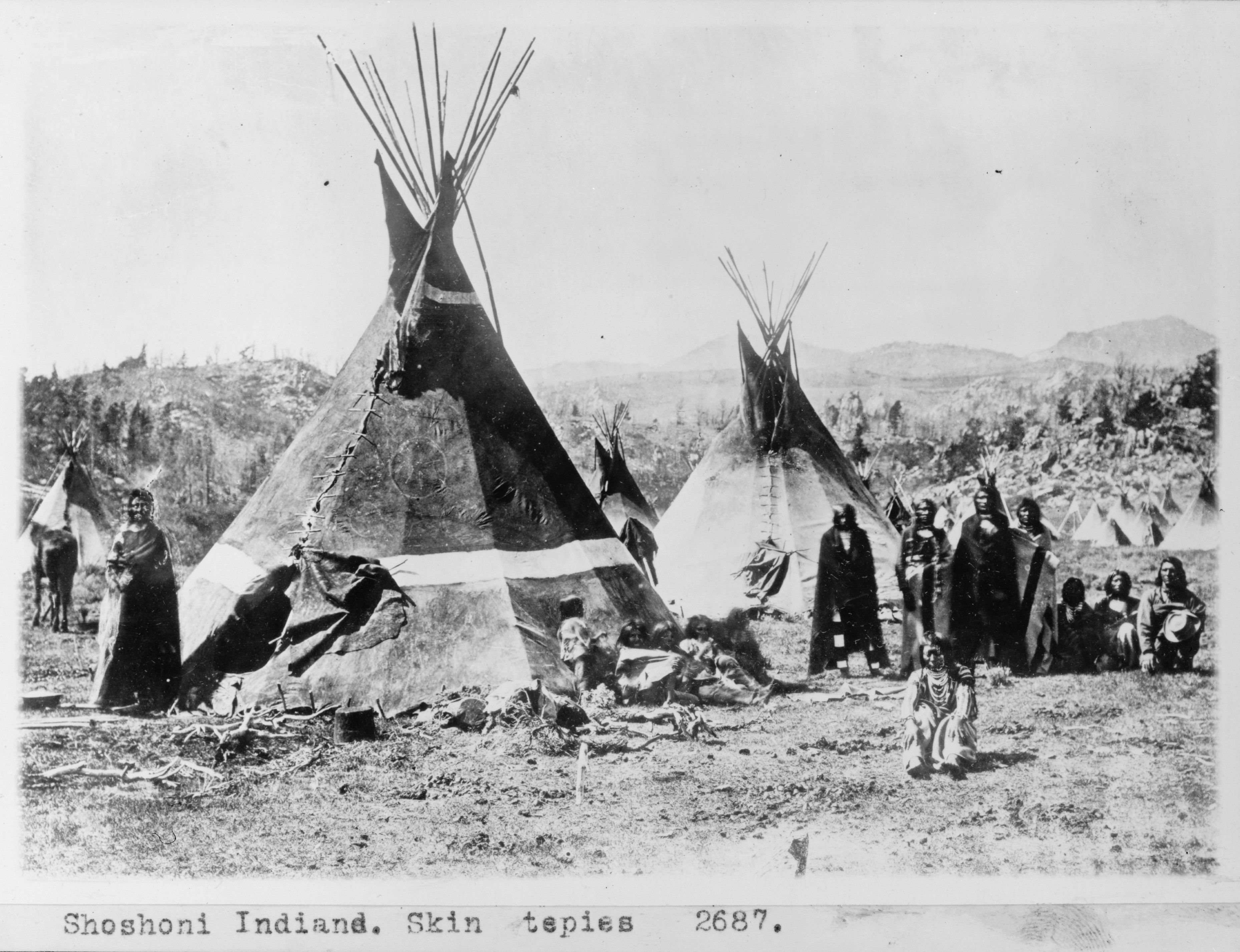
Typowa wioska Szoszonów w II poł. XIX w.

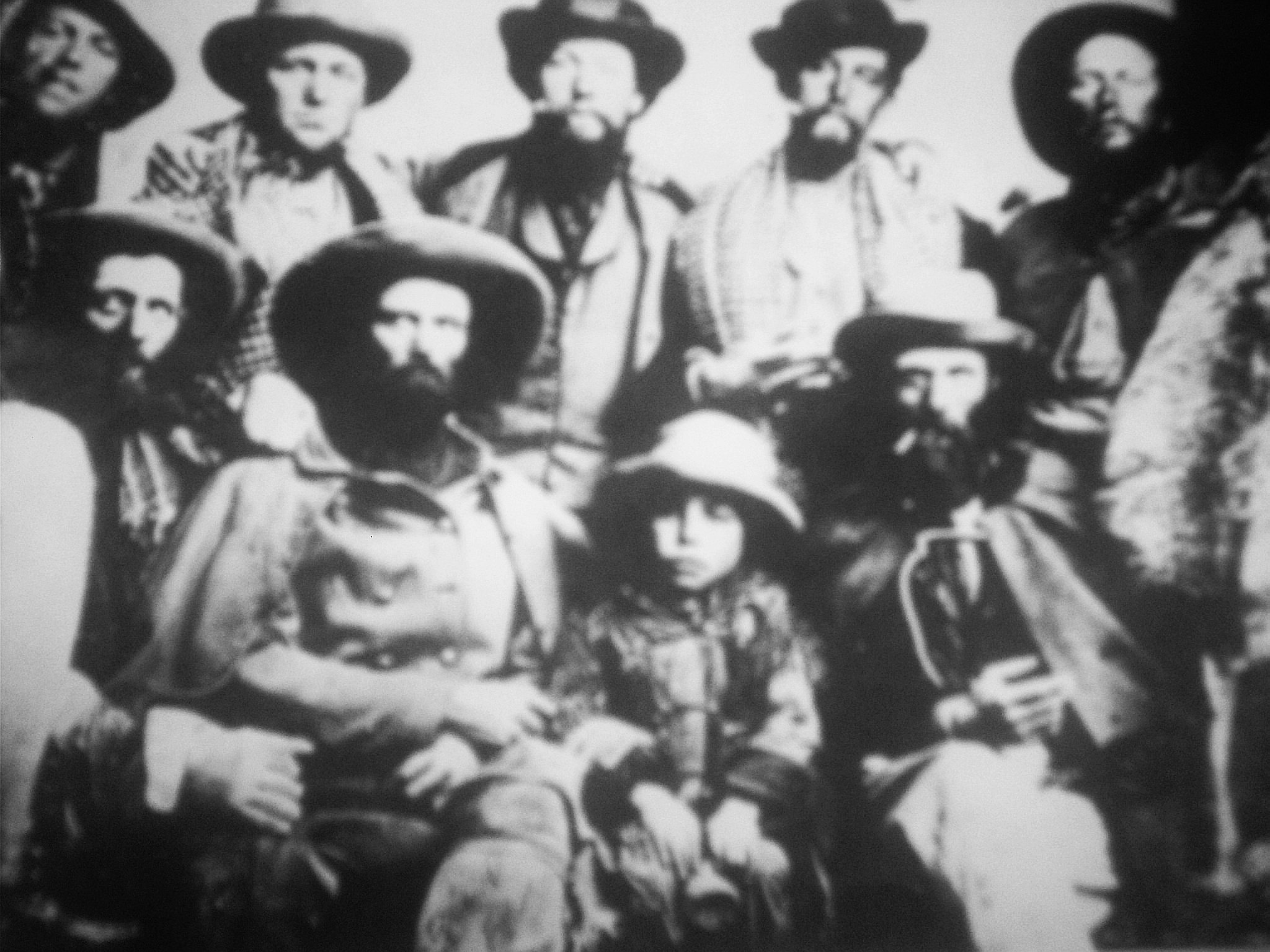
Grupa mężczyzn z chłopcem uwolnionym z szoszońskiej niewoli w 1860 r.

Masakra nad Bear River (zwana także masakrą nad Boa Ogoi) – starcie zbrojne, które miało miejsce 29 stycznia 1863 r. 150 km na północ od dzisiejszego miasta Preston w stanie Idaho. W wyniku bitwy amerykańscy żołnierze zabili blisko 400 Szoszonów, sami tracąc 27 zabitych.

## Przyczyny
Latem i jesienią 1862 r. na pograniczu ówczesnych terytoriów Waszyngtonu i Utah miały miejsce liczne drobne incydenty między białymi osadnikami z okolic Cache Valley a Indianami z sąsiednich plemion, głównie Szoszonami. Na skutek trwającej na wschodzie USA wojny secesyjnej oraz dużej odległości od większych ośrodków administracyjnych te lokalne konflikty były bagatelizowane przez władze, jednak nasilały zarówno antyindiańskie nastroje białych w regionie, jak i wrogość tubylców wobec karawan i skupisk amerykańskich osadników. Osadnicy oskarżali Indian m.in. o kradzieże koni i bydła, karząc domniemanych złodziei śmiercią. Tubylcy atakowali z kolei samotnych wędrowców i farmy, poszukując żywności, biorąc do niewoli jeńców i mszcząc się za doznane wcześniej – obiektywne lub subiektywne – krzywdy.
Bezpośrednim powodem masakry były liczne ataki Szoszonów pod przywództwem wodza Bear Hunter (Łowca Niedźwiedzi) na Amerykanów, które sprowokowały wojska Unii do odwetu. W styczniu 1863 r. wojska amerykańskie dowodzone przez pułkownika Patricka Edwarda Connora wyruszyły z Fort Douglas przeciwko Szoszonom.

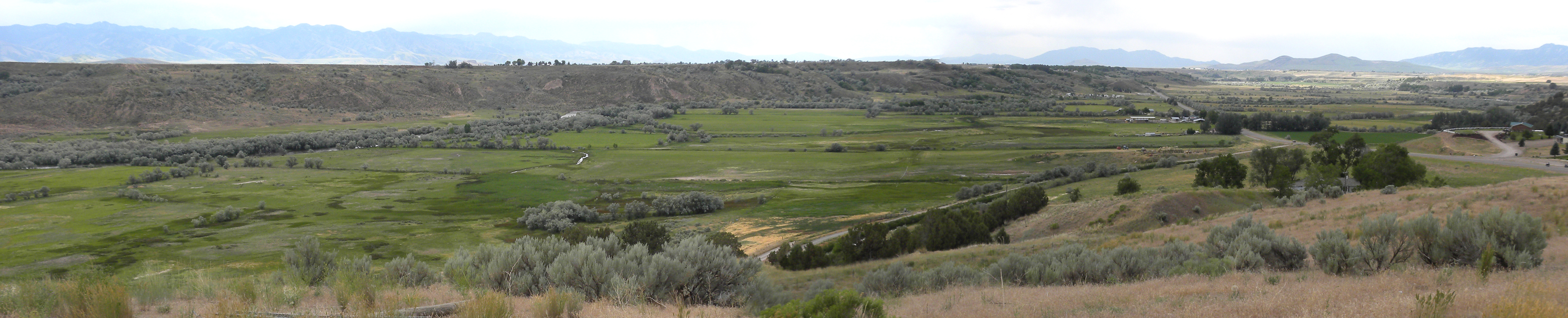

## Przebieg starcia
Siły indiańskie składały się z około 300 wojowników, którzy oszańcowali się w swoim obozie za rzeką Bear River. Towarzyszyło im około 200 kobiet i dzieci. Krótko po wschodzie słońca dnia 29 stycznia Amerykanie w sile 200 żołnierzy kawalerii i piechoty dotarli do obozu Indian, rozpoczynając przeprawę przez rzekę. 
Pierwszy atak został odparty przez Szoszonów i kosztował życie kilku Amerykanów. Krótko po tym przez rzekę przeprawiły się główne siły Connora, który zdecydował się na otoczenie przeciwnika w wąwozie i zamknięcie mu drogi ewentualnej ucieczki. Amerykanie rozpoczęli ostrzał z obu ścian wąwozu, zabijając wielu Indian. Niektórzy z ocalałych próbowali ratunku, przeprawiając się przez rzekę. Jednak na jej drugim brzegu wpadali w ręce Amerykanów i byli zabijani. Biali zabijali nie tylko wojowników, ich ofiarami było wiele kobiet, dzieci i starców. Pozostali przy życiu Szoszoni zostali wzięci do niewoli. 
W walce zginęło 384 Indian, w tym kobiety i dzieci, oraz 27 Amerykanów.

## Bitwy i wojny Szoszonów
Bitwy
- 1710 Bitwa pod Eagle Hills (walki z Pieganowami)
- 1866 Bitwa pod Crowheart Butte (walki z Wronami)
- 1872 Bitwa w dolinie Wind River (walki z Lakotami)
- 1876 Bitwa o Rosebud (walki z Lakotami i Szejenami) 17 czerwca 1876
- 1878 Bitwa w pobliżu Silver City (Bannockowie-Amerykanie) 30 maja 1878

Wojny
- 1865 Indiańska wojna z doliny Paradise
- 1866–1868 Wojna Wężów